# Wolfgang Sörrensen
Wolfgang Sörrensen (* 14. Mai 1882 in Braunschweig; † 31. Januar 1965 in Berlin) war ein deutscher Kunsthistoriker und Hochschullehrer.

## Leben und Werk
Wolfgang Sörrensen wurde als Sohn des Regierungsbaumeisters Sörrensen in Braunschweig geboren und wuchs dort auf. Von 1903 bis 1905 studierte er Geschichte, Germanistik und Kunstgeschichte in Göttingen, Hamburg und Kiel, unter anderem bei Robert Vischer. 1908 promovierte er in Kiel über Johann Heinrich Tischbein. Von 1909 bis 1914 war er Volontär an den Staatlichen Museen zu Berlin bei Wilhelm von Bode. Im Ersten Weltkrieg leistete er zwischen 1915 und 1918 den Wehrdienst ab.
Von 1924 bis 1933 war er Kustos und Professor an den Vereinigten Staatsschulen für Freie und Angewandte Kunst in Berlin. 1934 wurde er aus politischen Gründen an die Bibliothek der Staatlichen Museen versetzt, wo er bis 1942 blieb. 
1935 erwarb er ein Grundstück in Berlin-Steglitz, Arno-Holz-Straße 12, wo er sich eine Villa von Wilhelm Büning bauen und einen Garten von Heinrich Wiepking-Jürgensmann anliegen ließ. Nach eigenen Angaben leistete er von 1942 bis 1946 (sic!) freiwillig Kriegsdienst im militärischen Unterrichtswesen. Von 1947 bis 1964 folgten verschiedene Lehraufträge in Berlin, u. a. am Institut für Garten- und Landeskultur der Humboldt-Universität zu Berlin, vor allem über Geschichte der Gartenkunst. Mit seinem gartenhistorischen Wissen wirkte er maßgeblich auf Margarete Kühn, Dieter Hennebo und Harri Günther.
Sein wissenschaftlicher Nachlass befindet sich in der Gartenbaubücherei der Universitätsbibliothek der TU Berlin.

## Schriften (Auswahl)
- Johann Heinrich Wilhelm Tischbein. Sein Leben und seine Kunst. Spemann, Berlin 1910.
- Notwendige Kunst. Ansprache zur Eröffnung der 3. Atelier-Klassen- und Werkstattausstellung am 6. März 1930. Berlin 1930.
- Gärten und Pflanzen im Klosterplan. In: Johannes Duft (Hrsg.): Studien zum St. Galler Klosterplan. St. Gallen 1962 (= Mitteilungen zur vaterländischen Geschichte. Band 42), S. 193–277.
- Joh. Heinr. Wilhelm Tischbein: sein Leben und seine Kunst bis zum Jahre 1788., Pass & Garleb, 1909, 58 Seiten